# Ordine francescano

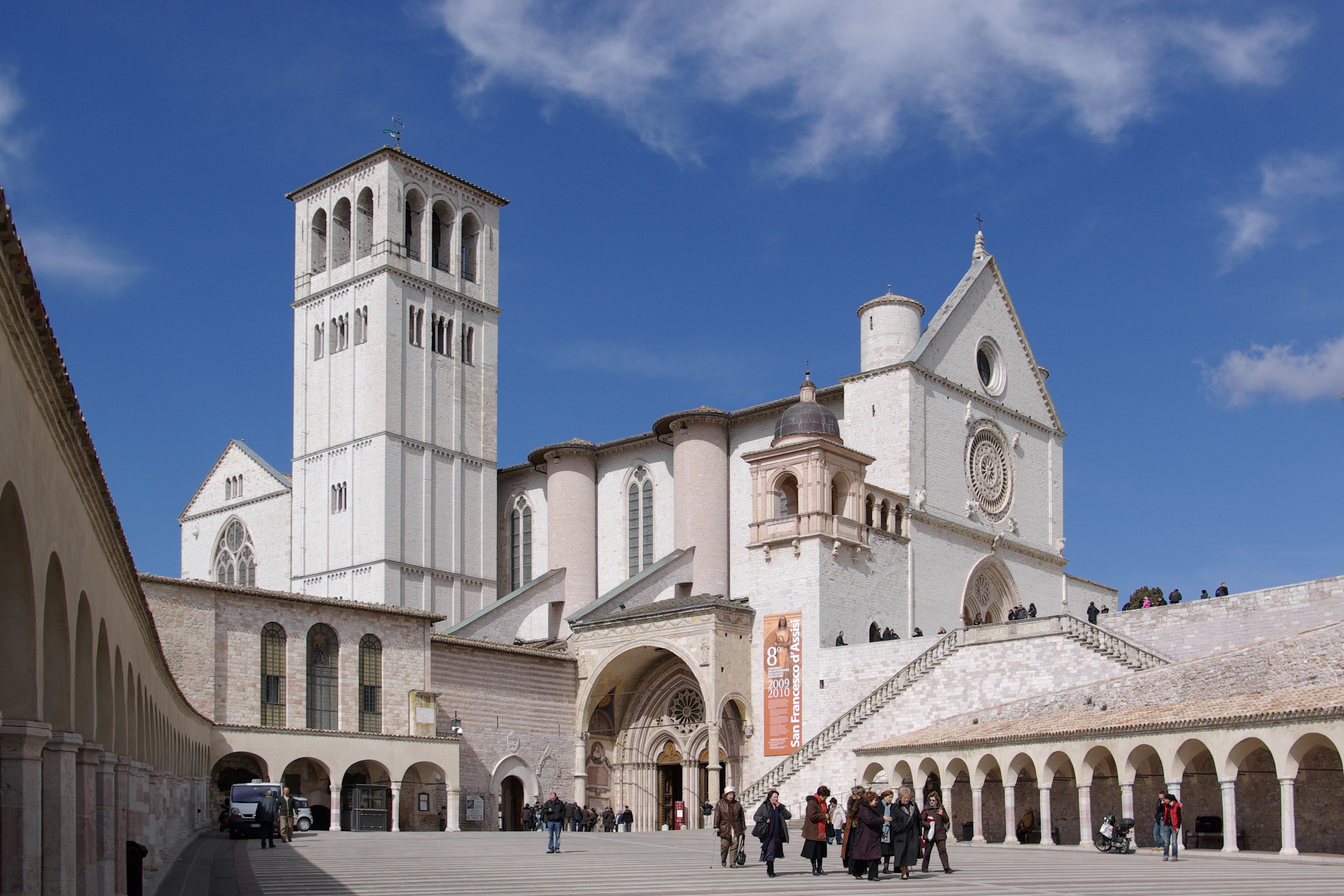
La Basilica di San Francesco in Assisi, dichiarata da papa Gregorio IX nel 1230 Caput et Mater dell'Ordine minoritico (Bolla Is qui Ecclesiam)

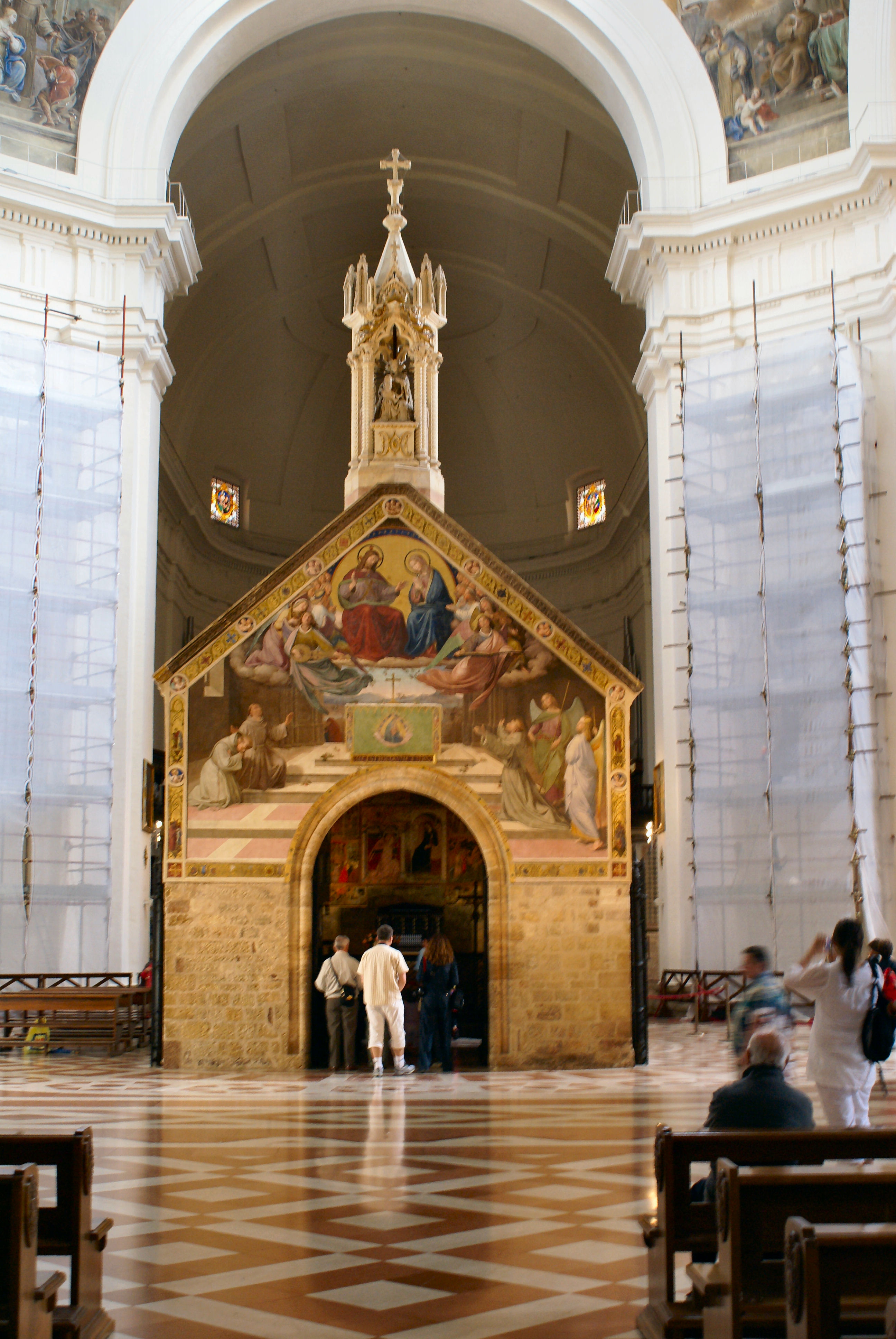
Porziuncola nella Basilica Papale di Santa Maria degli Angeli, Caput et Mater dell'Ordine dei Frati Minori

Con il nome di Ordine francescano (Ordo Franciscanus o Ordo Minorum) viene indicato, per antonomasia, quello dei Frati Minori nel suo complesso, il cosiddetto "Primo ordine", fondato da San Francesco d'Assisi nel 1209, rimasto giuridicamente unitario fino al 1517, e i cui membri - dal nome del fondatore chiamati appunto "francescani" - «sono oggi raggruppati nelle tre famiglie, pari e indipendenti, dei Frati Minori Conventuali (O.F.M.Conv.), dei Frati Minori (O.F.M., già detti Osservanti, Riformati, etc.), e dei Frati Minori Cappuccini (O.F.M.Cap.), professanti tutti l'identica Regola del fondatore (1223), ma con costituzioni, tradizioni e caratteristiche proprie».
Questi tre ordini maschili, a cui appartiene a pieno titolo l'originaria denominazione di "Ordine dei Frati Minori", formano l'Ordine francescano. Lo stemma dell'Ordine francescano è composto da una croce, il braccio di Cristo e il braccio di San Francesco, un simbolo universale dei francescani.

## Denominazione
"Ordine dei Frati Minori" è il nome dato dal fondatore stesso - almeno stando al primo biografo - alla sua comunità: «Mentre si scrivevano nella Regola queste parole "Siano minori", appena l'ebbe udite esclamò: "voglio che questa fraternità sia chiamata Ordine dei frati minori"», nome che poi venne istituzionalizzato nella Regola definitiva approvata da papa Onorio III con la bolla Solet annuere del 29 novembre 1223 dove la denominazione compare sia nell'indirizzo di saluto introduttivo che nel titolo e nello stesso incipit del primo capitolo.
Si tratta dunque di un «nome esclusivamente proprio, caratteristico e ufficiale della Chiesa, come nella storia, che da oltre sette secoli e ancor oggi designa genericamente tutti i Francescani, compresi i Frati Minori Conventuali e i Frati Minori Cappuccini, ma che dal 1897 è divenuto anche nome specifico della famiglia O.F.M. o dei Frati Minori, già designati in passato (dal 1415) con la propria denominazione di "Frati Minori Osservanti", alla quale famiglia furono giuridicamente unite sotto un unico ministro generale fin dalla loro fondazione, nell'arco del Cinquecento, quelle dei Frati Minori "Riformati" (della Stretta osservanza), Scalzi o "Alcantarini", e "Ricolletti"».
La denominazione Ordo Minorum (O.Min.) - da cui "Ordine dei Minori" e anche "Ordine minoritico" - costituiva, specie negli antichi documenti anche papali, la forma abbreviata della dicitura ufficiale di "Ordine dei Frati Minori", particolarmente nella fase antica e unitaria dell'Ordine.

## Storia
Già alla morte di Francesco d'Assisi, anzi in alcuni casi durante la vita stessa di Francesco, all'interno dell'ordine emersero due tendenze ben distinte. Da una parte alcuni frati aspiravano alla vita ascetica e mendicante che aveva contraddistinto la primitiva comunità francescana (ancor prima che diventasse un "ordine" religioso); dall'altra parte, la grande maggioranza dei frati voleva un ordine dedito soprattutto alla cura d'anime, inserito nei contesti cittadini e stabilito in conventi di proprietà dell'ordine stesso.
Molto presto, questi frati più organici all'ambiente cittadino, i cosiddetti Conventuali, cominciarono ad occuparsi non soltanto della predicazione e della cura d'anime, ma entrarono nel mondo delle nascenti università: anche questo comportava un notevole distacco dallo stile di vita della "fraternità" iniziale, perché un frate che fosse anche professore in uno studium universitario possedeva spesso libri (o - anche se formalmente non li possedeva - comunque li utilizzava come se fossero suoi) e godeva di una certa autonomia rispetto agli altri frati. Tra questi francescani professori, che si muovevano nell'ambito della scolastica bassomedievale (ossia nell'approfondimento della filosofia cristiana attraverso il modus operandi tipicamente universitario delle disputationes), dando vita alla scuola francescana, si possono ricordare lo scozzese Duns Scoto e soprattutto Bonaventura da Bagnoregio, che divenne anche ministro generale dell'ordine e poi cardinale. 
Nella seconda metà del XIII secolo i frati più rigoristi si riconobbero soprattutto nel movimento degli Spirituali, in cui l'aspirazione alla povertà totale e all'"uso povero" (usus pauper) dei beni anche non posseduti si fondeva con attese apocalittiche e con una contestazione più o meno aperta delle autorità della Chiesa (soprattutto papa Bonifacio VIII). Gli Spirituali vennero condannati come eretici da papa Giovanni XXII e subirono una durissima persecuzione, anche se alcuni gruppi sopravvissero in Italia centrale o meridionale, dove venivano comunemente chiamati "fraticelli".
Dopo la metà del XIV secolo si sviluppò una nuova, ampia corrente che tornava a sostenere la necessità di un ritorno agli ideali originari di povertà radicale: quella degli Osservanti, i quali senza dubbio avevano un atteggiamento molto meno critico nei confronti della gerarchia ecclesiastica rispetto agli Spirituali di cinquant'anni prima, ma pure si trovarono spesso in conflitto con gli altri membri dell'ordine francescano, i "Conventuali". Agli Osservanti venne riconosciuta una parziale autonomia nel 1415 e nell'ambito dell'Osservanza sorse una moltitudine di gruppi riformati (Amadeiti, Capriolanti, Clareni, Colettani, Guadalupesi, pasqualiti, puebliti, Villacreziani, etc.): nel 1517 tutti questi gruppi, che in vari modi si rifacevano all'Osservanza, vennero uniti nell'Ordine dei Frati Minori, distinto da quello dei Conventuali e con un proprio ministro generale.
Nella diatriba sorta si trovarono coinvolti anche i laici aderenti al Terzo Ordine; infatti questi uomini riuniti in fraternità, pur non aderendo alla vita religiosa vera e propria con i tre voti di povertà, castità ed obbedienza, e non essendo nemmeno chierici con facoltà di celebrare la messa e confessare, con il loro modo di vivere povero, penitenziale e in soccorso dei deboli e dei malati in ospedali e ospizi per pellegrini calcarono l'ideale francescano, al punto che videro l'autorità papale dar loro una regolamentazione con la Bolla Supra montem del 18 agosto 1289, emanata a Rieti da papa Niccolò IV e diretta ai "penitenti lombardi" francescani.
Col passare dei secoli, l'ordine, o meglio gli ordini francescani furono oggetto di continui tentativi di riforma. La più ampia è stata quella avviata dai "cappuccini", frati che hanno cercato di coniugare vita contemplativa e povertà austera. Questi frati, caratteristici per le lunghe barbe, hanno preso il nome dal proprio cappuccio, più lungo di quello degli altri rami francescani.

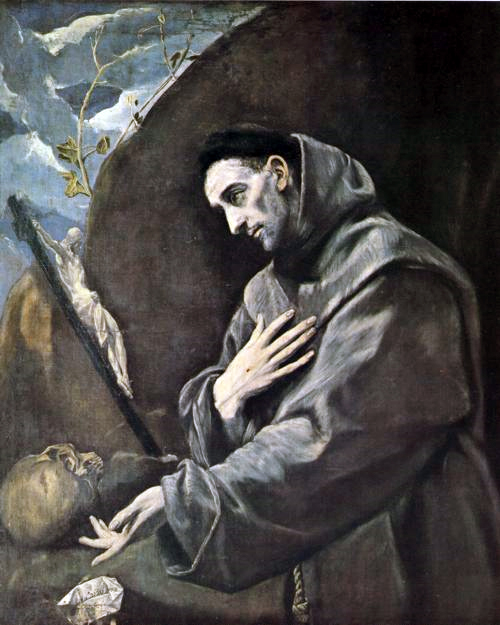
I Frati minori e gli altri francescani sono discepoli di San Francesco di Assisi. Dipinto di El Greco

## Famiglia francescana
L'Ordine francescano - l'insieme dunque delle tre famiglie religiose maschili che hanno in comune l'appellativo Frati Minori - fa parte, e in qualche caso ne costituisce il fondamento, di quella variegata realtà che ha preso il nome di "famiglia francescana" in cui confluiscono le diverse forme di vita evangelica in diverso modo ispirate a Francesco d'Assisi: le clarisse, nelle loro diverse espressioni, e il Terz'Ordine, sia Regolare (T.O.R.) che Secolare (O.F.S.), ma anche tutte quelle realtà, canonicamente costituite, che comunque si rifanno e intendono perseguire l'ideale francescano, tra le quali, ad esempio, l'ordine dei Frati Minori Rinnovati (F.M.R.), costituiti con l'ideale di una povertà più radicale rispetto a quella vissuta dagli altri Ordini francescani.

## Statistiche

### Diffusione
| Primo ordine nel mondo   |        |        |        |        |        |        |        |        |
| Anno                     | 1517   | 1590   | 1680   | 1762   | 1890   | 2005   | 2009   | 2011   |
| Frati minori             |        |        |        |        | 14.798 | 15.596 | 14.525 | 14.067 |
| Frati minori conventuali | 30.000 | 20.000 | 15.000 | 25.000 | 1.481  | 4.522  | 4.380  | 4.288  |
| Cappuccini               |        | 14.000 | 34.000 | 34.000 | 9.500  | 10.793 | 10.519 | 10.364 |
| TOTALE FRATI             | 30.000 | 34.000 | 49.000 | 59.000 | 25.779 | 30.911 | 29.424 | 28.719 |

Per quanto riguarda gli ordini più diffusi, alla fine del 2011 la Compagnia di Gesù rimaneva l'istituto religioso con il più alto numero di membri (17.676), seguita dalla Società salesiana di San Giovanni Bosco (15.573), dall'Ordine dei frati minori (14.123) e dall'Ordine dei frati minori cappuccini (10.786). Se tuttavia si prende in considerazione il "Primo Ordine" francescano nel complesso, questo arriva al primo posto col più alto numero di membri (28.719) e se si considerano tutti i frati e le monache francescane (Primo, Secondo, Terz'Ordine Regolare e Nuove Comunità nel mondo) si arriva addirittura alla cifra di 46.258.